# Стоян Балов
Стоян Балов е български борец. Състезава се на Летните олимпийски игри през 1988 г.
Роден е на 24 май 1960 г. в село Чавдар, Софийска област.